# Kubaturu
Kubaturu oder Kubatur (Kannada ಕುಬಟೂರು) ist ein ca. 1.700 Einwohner zählendes Dorf im Gemeindebezirk (taluk) von Sorab im Zentrum des indischen Bundesstaats Karnataka. Der Ort ist bekannt durch einen mittelalterlichen Tempel im Stil der späten Chalukya- oder der frühen Hoysala-Architektur, der zwar näher zum Nachbardorf Kotipura liegt, aber gemeinhin unter Kubaturu geführt wird.

## Lage und Klima
Das Dorf Kubaturu liegt in einer Höhe von ca. 575 m etwa 100 km (Fahrtstrecke) nordwestlich der Distriktshauptstadt Shivamogga. Das Klima ist subtropisch; Regen (durchschnittlich ca. 910 mm/Jahr) fällt zumeist in der sommerlichen Monsunzeit.

## Bevölkerung
Die mehrheitlich Kannada sprechende Bevölkerung des Ortes besteht nahezu ausschließlich aus Hindus. Der männliche und der weibliche Bevölkerungsanteil sind in etwa gleich hoch.

## Wirtschaft
Traditionell spielt die Landwirtschaft die größte Rolle im wirtschaftlichen Leben; angebaut werden Getreide, Linsen und Gemüse aller Art, aber auch Kokospalmen spielen eine wirtschaftlich bedeutende Rolle.

## Geschichte
Im Mittelalter war Kubaturu (alte Namen Kuntalanagara oder Kotipura) Bestandteil des Chalukya- und danach des Hoysala-Reiches, deren Machtpositionen im 14. Jahrhundert vom Vijayanagar-Reich übernommen wurde, das selbst im Jahr 1565 in der Schlacht von Talikota unterging. Haidar Ali und sein Sohn Tipu Sultan okkupierten die Macht von 1760 bis 1799; danach dominierten die Briten den Süden Indiens. Ob der Ort schon vor der Tempelgründung existierte oder sich erst danach entwickelte, ist unklar.

## Sehenswürdigkeiten

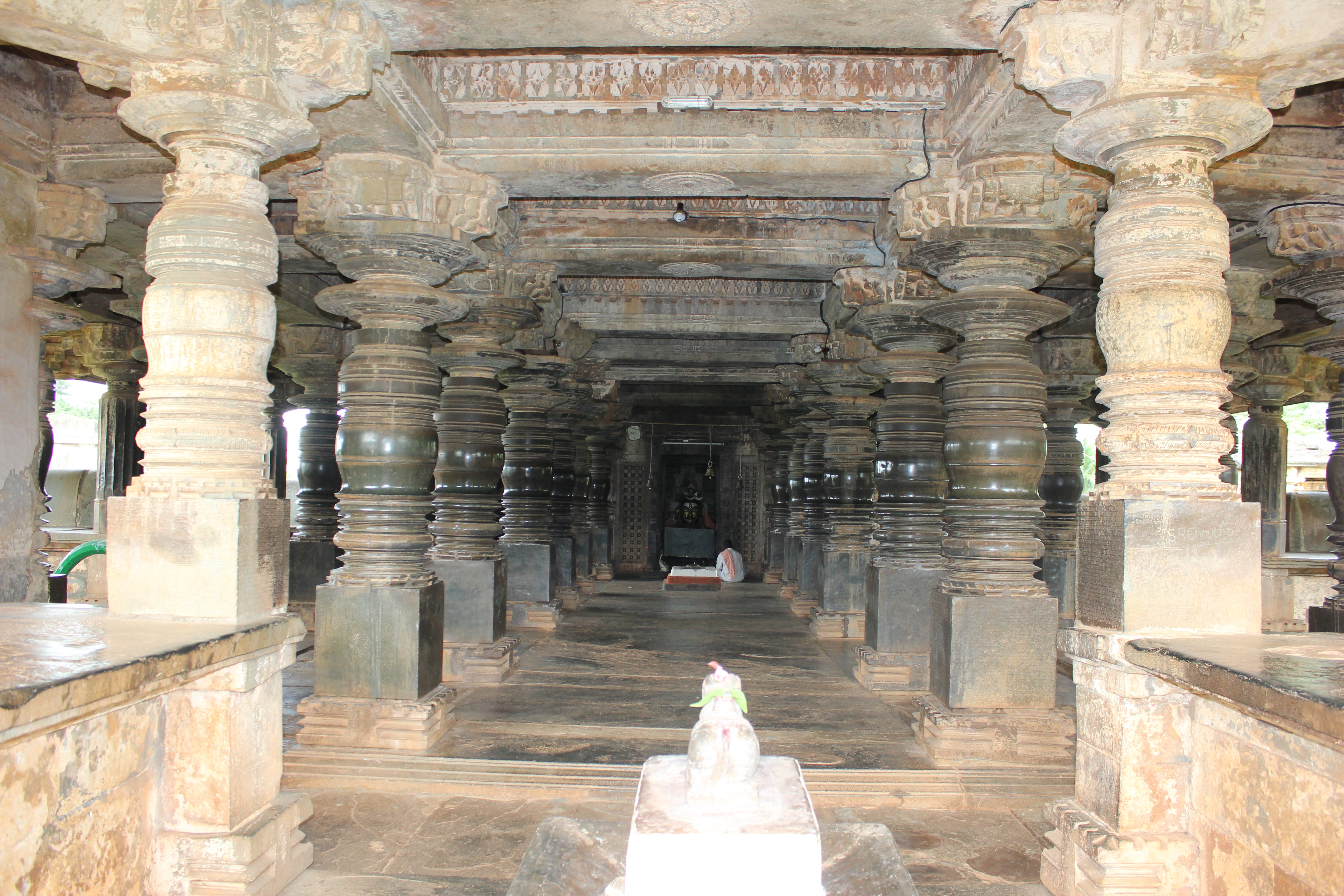
Vorhalle (mandapa)

- Der dem Hindu-Gott Shiva unter seinem lokalen Namen Kaitabheshvara geweihte Tempel besteht aus drei ineinander übergehenden Bauteilen: Cella (garbhagriha), Vorraum (antarala oder sukhanasi) und Vorhalle (mandapa oder navaranga). Der Tempel ruht nicht auf einer Umgangsplattform (jagati), so dass die rituelle Umschreitung (pradakshina) nur auf dem mit Steinplatten belegten und von mehreren Nebenschreinen umgebenen Erdbodenniveau möglich ist. Die Außenwände sind reich gegliedert und ornamentiert (Nischen mit Türmchen etc.), doch fehlen Figuren. Die Cella wird überhöht durch einen horizontal gestuften Turmaufbau (vimana), der in einer Art ‚Schirmkuppel‘ endet; die Metallspitze ist jüngeren Datums. Die Specksteinsäulen der Vorhalle sind gedrechselt und die Deckensegmente sind mit kleinen Rosetten geschmückt; unmittelbar am Eingang findet sich die für einen Shiva-Tempel obligatorische liegende Nandi-Figur. In der Cella befindet sich ein aus schwarzem Stein gearbeiteter Lingam mit umschließender Yoni.
- Innerhalb des Tempelbezirks finden sich mehrere Nebenschreine. Auch eine in drei Felder unterteilte sogenannte Heldenstele (hero stone) wurde hier aufgestellt – sie zeigt im Bogenfeld die Verehrung eines Lingam sowie einen daneben ruhenden Nandi-Bullen. Darunter befindet sich eine meditierende und von vier Frauen verehrte Figur (wahrscheinlich Shiva selbst in seinem Aspekt als Mahayogi); ganz unten ist eine vielfigurige Schlachtenszene zu sehen.

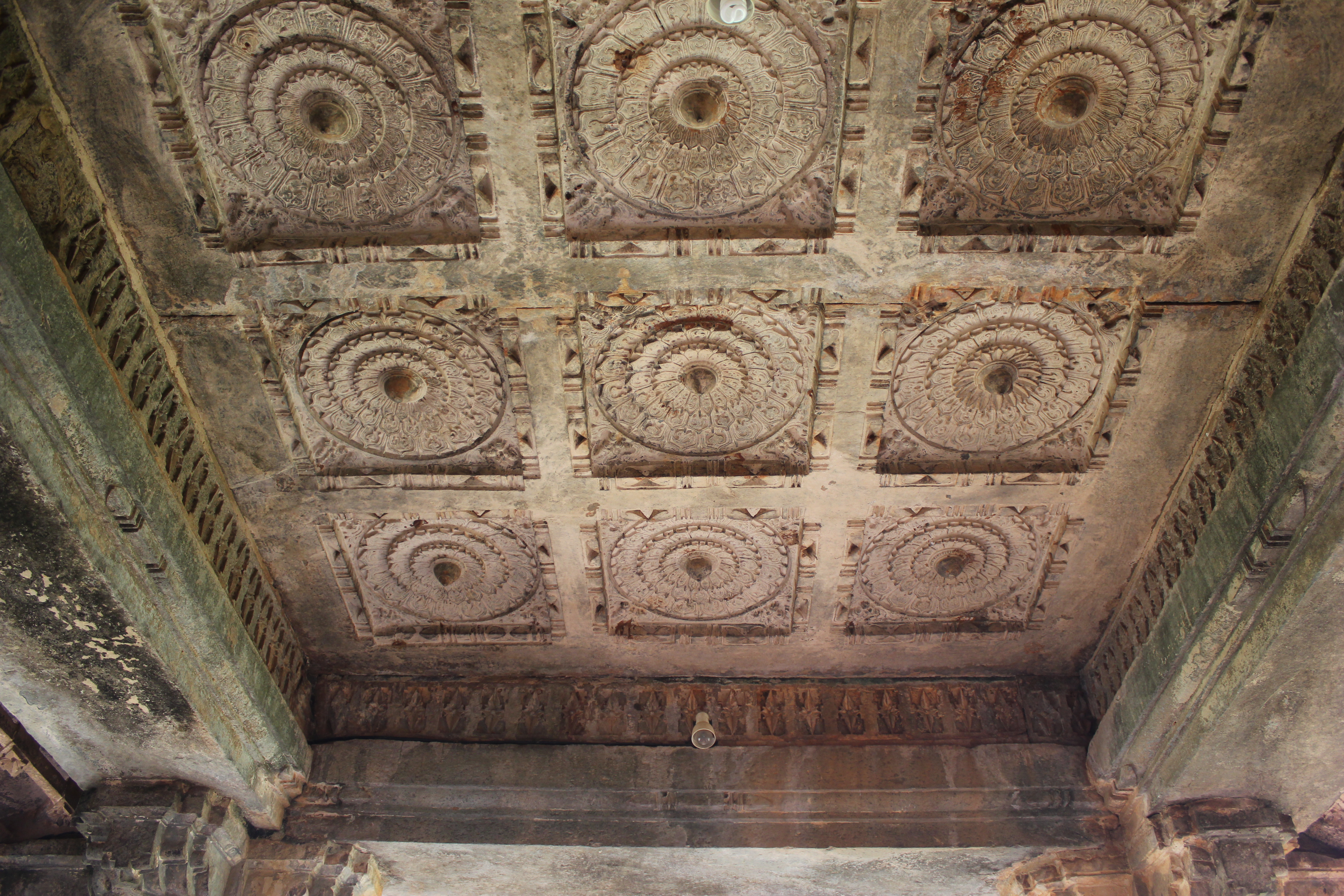
Deckendekor der Vorhalle
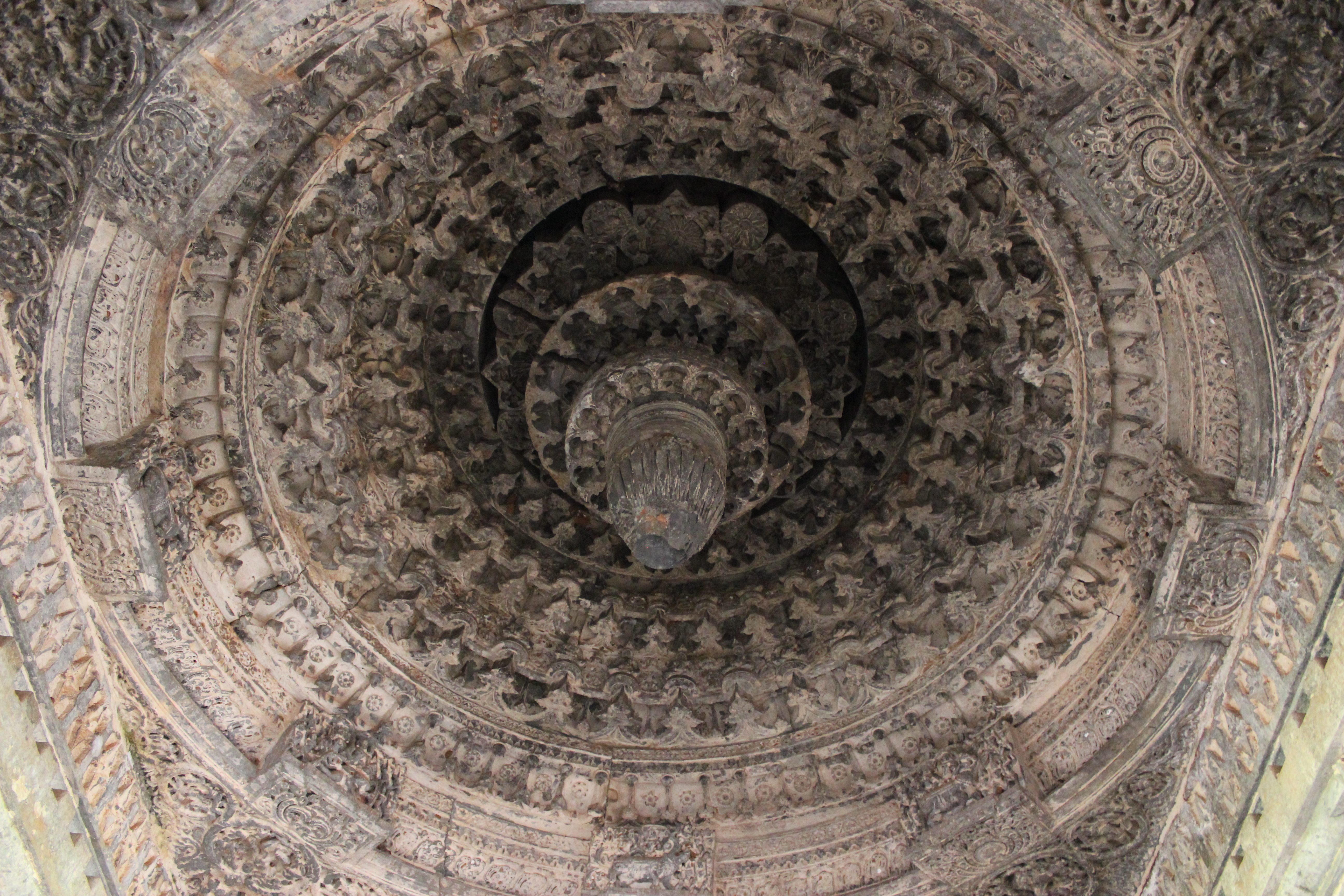
Kragkuppel mit hängendem Schlussstein
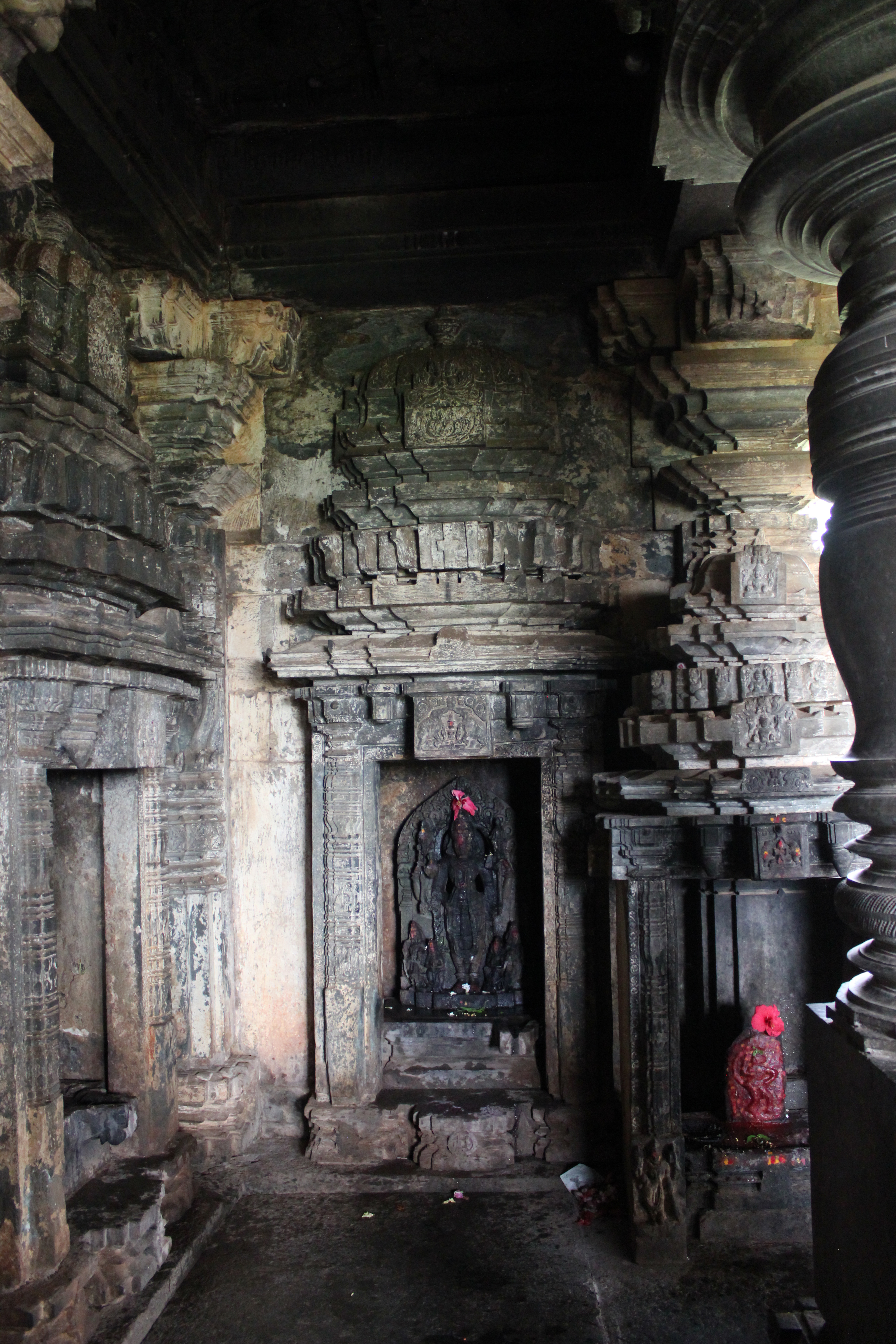
Nebenschrein
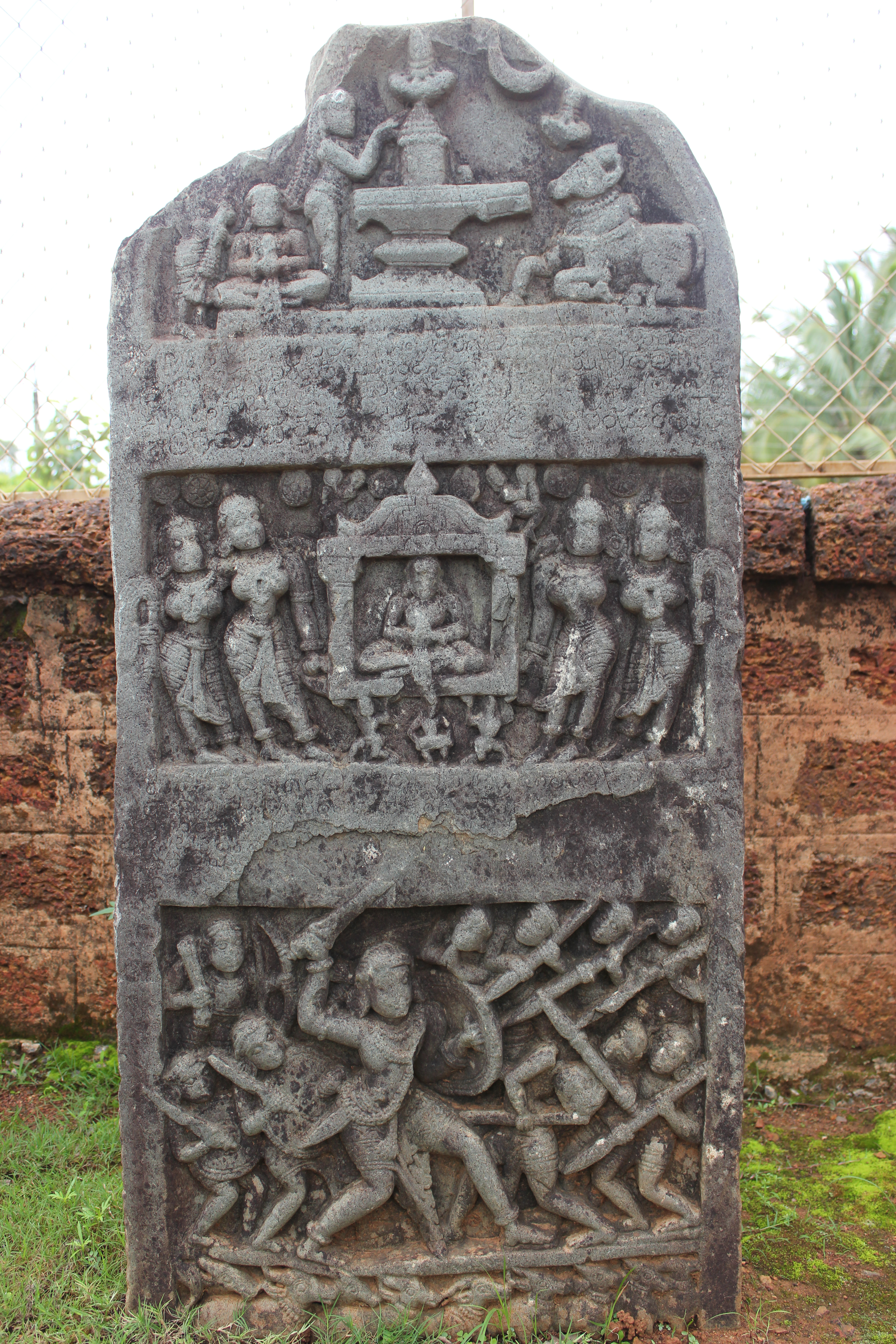
Heldenstele (hero stone)